# Botox-Boys
Die Botox-Boys, auch Wess Brothers, sind ein deutsches Unterhaltungsduo.
Die beiden Kölner Zwillingsbrüder und Eventveranstalter Arnold Wess (der Vater von Florian Wess) und Oskar Wess waren nach einem Interview für das Nachrichtenmagazin „Punkt 12“ (RTL) überregional bekannt geworden, in dem sie ausführlich über zahlreiche plastische Operationen sprachen, die sie an sich hatten vornehmen lassen. Das Interview wurde von Stefan Raab in seine Sendung „TV total“ aufgenommen, später auch von der Bild, die den beiden den Spitznamen Botox-Boys verpasste.
Den plötzlichen Bekanntheitsgrad nutzen die beiden zur Aufnahme der Single Ein Wunder!, die im August 2010 die deutschen Charts erreichte. Im Musikvideo zum Lied spielte Kader Loth mit. 2017 veröffentlichten sie unter dem Namen Wess Brothers ihre zweite Single Supergeil.

## Fernsehauftritte
- 2010: Oliver Pocher Show (Sat.1)[6]
- 2010: MTV Home[7]
- 2011: Die Einrichter (VOX)
- 2011: Die 10 schrägsten Gesichter (RTL)[8]
- 2012: Mitten im Leben (RTL)[9]
- 2013: Frauentausch (RTL II)
- 2014: Family Stories – Helmut Berger und sein Botox-Boy (RTL 2)
- 2017: Die große ProSieben Völkerball Meisterschaft
- 2018 Namensänderung von Botox-Boys auf Wess Brothers
- 2019: Florian und die Wess Zwillinge präsentieren die neue Schlager Single „Labyrinth“ (diverse RTL Berichte)
- 2019: Promis Privat (Sat.1)
- 2019: Talk-Show: Live - None é  la d‘ Urso, MediaSat Italienisches Fernsehen.